# Mo Bamba
Mohamed Fakaba „Mo“ Bamba (* 12. Mai 1998 in New York City, New York) ist ein US-amerikanisch-ivorischer Basketballspieler. Der Center wurde im NBA-Draft 2018 von den Orlando Magic ausgewählt.

## Laufbahn
Bambas Eltern stammen von der Elfenbeinküste und lernten sich in New York kennen. Als Jugendlicher spielte er an der Westtown School in West Chester (US-Bundesstaat Pennsylvania) und entwickelte sich zu einem der hoffnungsvollsten Nachwuchsspielern seines Jahrgangs. In mehreren Talentranglisten wurde er unter den besten fünf Spielern der USA in seinem Jahrgang geführt. Für die Westtown School erzielte er in seinem letzten Jahr Mittelwerte von 12,8 Punkten, 9,3 Rebounds und 3,4 geblockten Würfen je Begegnung.
Bamba wechselte zur Saison 2017/18 an die University of Texas at Austin und stand in 29 von 30 Einsätzen in der „ersten Fünf“. Dabei erreichte er statistisch pro Spiel 12,9 Punkte sowie 10,5 Rebounds und 3,7 Blocks. Letztere beiden Zahlen bedeuteten Mannschaftshöchstwerte bei den Texanern.
Im Anschluss an sein Premierenjahr in der NCAA gab Bamba im März 2018 seinen Entschluss bekannt, die Hochschule zu verlassen und künftig als Profi spielen zu wollen. Er meldete sich für das Draft-Verfahren der NBA im Juni 2018 an und wurde dort an sechster Stelle von den Orlando Magic ausgewählt. Im Februar 2019 wurde bei ihm ein Ermüdungsbruch im linken Schienbein festgestellt, der ihn für die verbleibenden Spiele der Saison 2018/19 außer Gefecht setzte. Somit kam der Innenspieler in seinem ersten Profijahr auf insgesamt 47 Einsätze und Mittelwerte von 6,2 Punkten, 5 Rebounds sowie 1,4 Block je Begegnung. Bis 2023 kam er in 266 NBA-Hauptrundenspielen zum Einsatz und erzielte dabei für Orlando im Schnitt 7,7 Punkte, 5,8 Rebounds sowie 1,4 Blocks.
Im Februar 2023 gab ihn Orlando in einem Tauschgeschäft, an dem auch die Denver Nuggets sowie die Los Angeles Clippers beteiligt waren, an die Los Angeles Lakers ab. Er bestritt zwölf Spiele für die Kalifornier, Ende Juni 2023 wurde der Vertrag aufgelöst. Bamba nahm kurze Zeit später ein Angebot der Philadelphia 76ers an. Bei der Mannschaft war er der Ersatzmann von Joel Embiid und rückte in die Anfangsaufstellung, als dieser wegen einer Knieoperation rund zwei Monate lang fehlte. Bamba bestritt während der Saison 2023/24 insgesamt 57 Spiele für Philadelphia, er brachte es auf Durchschnittswerte von 4,4 Punkten und 4,2 Rebounds je Begegnung.
Im Sommer 2024 einigte sich Bamba mit den Los Angeles Clippers auf einen Vertrag. Für die Kalifornier brachte er es in 28 Einsätzen auf durchschnittlich 4,6 Punkte sowie 4,3 Rebounds je Begegnung. Anfang Februar 2025 wurde er im Zuge eines Spielertauschs an die Utah Jazz abgegeben. Utah verzichtete allerdings auf Bambas Dienste. Im März 2025 wurde er von den New Orleans Pelicans verpflichtet.

### Nationalmannschaft
2024 wurde Bamba Mitglied der Nationalmannschaft der Elfenbeinküste.

## Karriere-Statistiken

### NBA

#### Hauptrunde
| Saison  | Team                 | GP  | GS | MPG  | FG % | 3P % | FT % | RPG | APG | SPG | BPG | PPG  |
| ------- | -------------------- | --- | -- | ---- | ---- | ---- | ---- | --- | --- | --- | --- | ---- |
| 2018–19 | Orlando              | 47  | 1  | 16.3 | .481 | .300 | .587 | 5.0 | 0.8 | 0.3 | 1.4 | 6.2  |
| 2019–20 | Orlando              | 62  | 0  | 14.2 | .462 | .346 | .674 | 4.9 | 0.7 | 0.4 | 1.4 | 5.4  |
| 2020–21 | Orlando              | 46  | 5  | 15.8 | .472 | .322 | .682 | 5.8 | 0.8 | 0.3 | 1.3 | 8.0  |
| 2021–22 | Orlando              | 71  | 69 | 25.7 | .480 | .381 | .781 | 8.1 | 1.2 | 0.5 | 1.7 | 10.6 |
| 2022–23 | Orlando / LA. Lakers | 49  | 7  | 15.7 | .485 | .387 | .661 | 4.6 | 0.9 | 0.3 | 0.9 | 6.6  |
| 2023–24 | Philadelphia         | 57  | 17 | 13.0 | .490 | .391 | .680 | 4.2 | 0.7 | 0.4 | 1.1 | 4.4  |
| Gesamt  | Gesamt               | 332 | 99 | 17.2 | .478 | .361 | .681 | 5.5 | 0.9 | 0.4 | 1.3 | 7.0  |

#### Play-offs
| Saison  | Team       | GP | GS | MPG | FG % | 3P % | FT % | RPG | APG | SPG | BPG | PPG |
| ------- | ---------- | -- | -- | --- | ---- | ---- | ---- | --- | --- | --- | --- | --- |
| 2022–23 | LA. Lakers | 3  | 0  | 3.3 | .000 | .000 | —    | 1.0 | 0.3 | 0.0 | 0.3 | 0.0 |
| Gesamt  | Gesamt     | 3  | 0  | 3.3 | .000 | .000 | —    | 1.0 | 0.3 | 0.0 | 0.3 | 0.0 |